# Dialecto madrileño

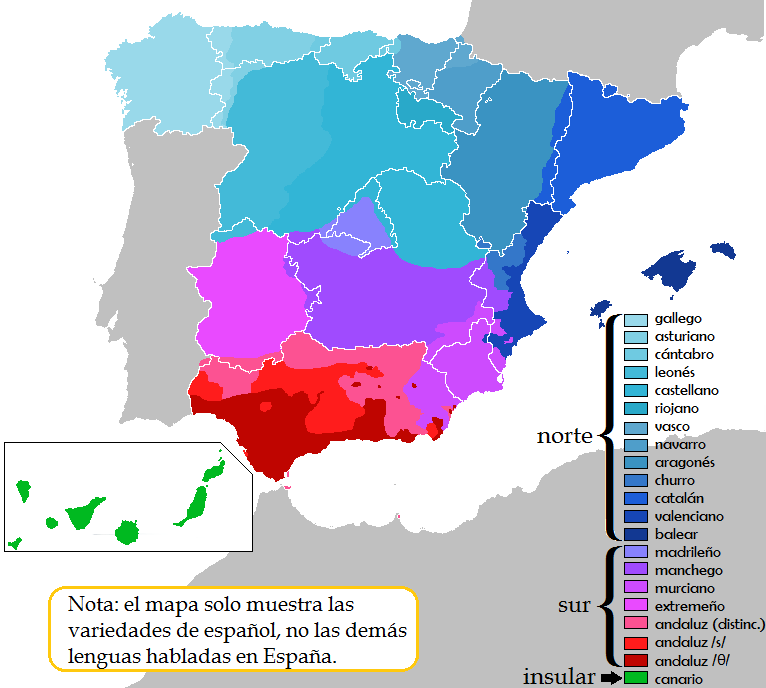
Dialectos y acentos del español en España.

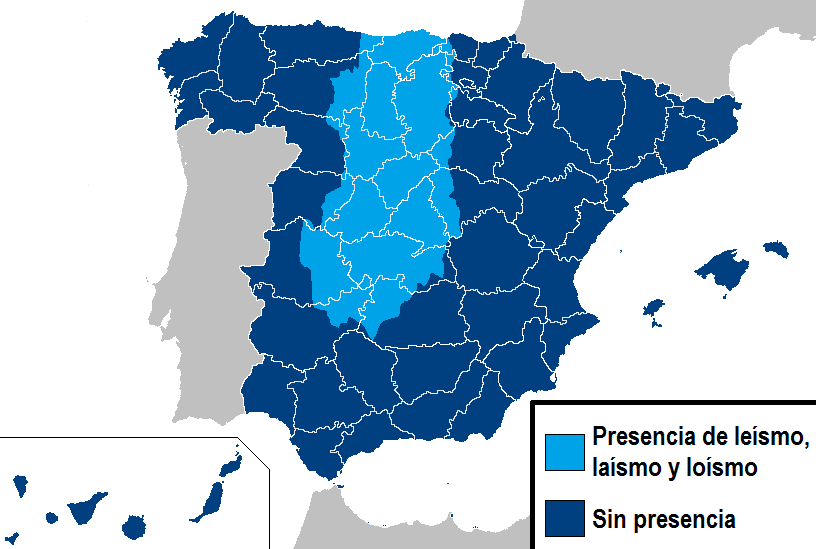
Presencia de leísmo, laísmo y loísmo.

El dialecto madrileño es la variedad dialectal del idioma castellano hablada en la ciudad de Madrid (capital de España) y, en sentido más amplio, en el área metropolitana de Madrid.
Entre los rasgos propios de estas variedades tenemos:
- Yeísmo, indistinción de /ll/ e /y/ (calló / cayó), general en todas las clases sociales.[1] Según Alonso Zamora Vicente, el yeísmo se ha extendido a casi toda España, siendo la metrópoli madrileña su principal centro difusor actual.[1] Según lo que sugiere Navarro Tomás, las clases altas madrileñas aún conocían la diferencia de pollo (animal) y poyo (asiento) a mediados del siglo XX, pero como afirma Zamora Vicente esto podía deberse a la presión escolar. En las grabaciones que existen de ilustres madrileños nacidos a finales del siglo XIX, como Alfonso XIII, ya se observa el yeísmo, con lo que se puede afirmar que la innovación ya habría surgido en la capital, como mínimo, durante el siglo XIX.

- Aspiración de las /s/ implosivas.[2] Esta característica es común con todos los dialectos del sur de España, y se da desde al menos el siglo XIX, atestiguado en esta descripción hecha por Benito Pérez Galdós de Fortunata, una madrileña de clase humilde, en la novela de 1887 Fortunata y Jacinta:

Las eses finales se le convertían en jotas, sin que ella misma lo notase ni evitarlo pudiera, y se comía muchas sílabas.

Esta aspiración de /s/ es particularmente ostentosa delante de consonantes velares: se ha escondido en el bosque suena como se ha ejcondi(d)o en el bojque. Esto se puede dar en el dialecto madrileño aunque es más suave que en el dialecto manchego.
- Frecuentemente se elide la /d/ final, como en la mayoría del mundo hispanohablante, pero también se ensordecen a menudo, volviéndose una /θ/, por ejemplo: verdad > verdaz. Esta pronunciación es notable también en Salamanca, Valladolid, y otras zonas de Castilla y León y La Rioja.[4]

- Tendencia al leísmo, laísmo y loísmo. Según Samuel Gili Gaya, en el habla de Madrid el pronombre le se ha especializado en el masculino y el pronombre la en el femenino, tanto para objetos directos como indirectos.[5] Según Antonio Quilis, el laísmo no es general en los registros cultos, aunque posiblemente sí en los populares; en cambio el leísmo sí es general. Los verbos con los que aparece más el laísmo son: decir, dar, gustar, poner, contar, quitar, ver, escribir, preguntar.[6] En algunas ocasiones, el esfuerzo por evitar el laísmo produce hipercorrecciones: A María, le vi ayer.